# Kjeldbjerg
|  | Kjeldbjerg er også en bebyggelse i Læborg Sogn, se Læborg (Vejen Kommune) |
Kjeldbjerg er en landsby i Midtjylland med 268 indbyggere  (2024). Kjeldbjerg er beliggende 11 kilometer syd for Skive og seks kilometer vest for Stoholm. Byen ligger i Region Midtjylland og hører til Viborg Kommune. Kjeldbjerg er beliggende i Vroue Sogn.